# Circuit permanent du Jarama
Le circuit permanent du Jarama (Circuito Permanente Del Jarama), d'une longueur de 3,850 km, est une piste de course de Formule 1 située à San Sebastián de los Reyes dans le nord de Madrid en Espagne.

## Histoire
Conçu par John Hugenholtz (qui a également créé le circuit de Zandvoort et Suzuka), le circuit a été construit en 1967.
Avec une courte ligne droite, la plus grande partie du circuit est composée de virages serrés rendant les dépassements extrêmement difficiles.
Hôte de neuf Grand Prix d'Espagne, Jarama a accueilli sa dernière course de F1 en 1981 date à laquelle il a été considéré trop étroit pour la course moderne. Il s'y tient encore occasionnellement des courses de voitures et des courses de moto.

## Course en Formule 1
| Saison | Date     | Pilote gagnant     | Équipe           | Résultats |
| ------ | -------- | ------------------ | ---------------- | --------- |
| 1981   | 21 juin  | Gilles Villeneuve  | Ferrari          | Résultats |
| 1979   | 29 avril | Patrick Depailler  | Ligier-Cosworth  | Résultats |
| 1978   | 4 juin   | Mario Andretti     | Lotus-Cosworth   | Résultats |
| 1977   | 8 mai    | Mario Andretti     | Lotus-Cosworth   | Résultats |
| 1976   | 2 mai    | James Hunt         | McLaren-Cosworth | Résultats |
| 1974   | 28 avril | Niki Lauda         | Ferrari          | Résultats |
| 1972   | 1er mai  | Emerson Fittipaldi | Lotus-Cosworth   | Résultats |
| 1970   | 19 avril | Jackie Stewart     | March-Cosworth   | Résultats |
| 1968   | 12 mai   | Graham Hill        | Lotus-Cosworth   | Résultats |

## Courses en Grand Prix moto
| Année | Épreuve                   | 125 cm3           | 250 cm3        | 500 cm3      |
| ----- | ------------------------- | ----------------- | -------------- | ------------ |
| 1998  | Grand Prix moto de Madrid | Lucio Cecchinello | Tetsuya Harada | Carlos Checa |

| Année | Épreuve                     | 80 cm3             | 125 cm3            | 250 cm3       | 500 cm3         |
| ----- | --------------------------- | ------------------ | ------------------ | ------------- | --------------- |
| 1988  | Grand Prix moto d'Espagne   | Stefan Dörflinger  | Jorge Martínez     | Sito Pons     | Kevin Magee     |
| 1987  | Grand Prix moto du Portugal | Jorge Martínez     | Paolo Casoli       | Anton Mang    | Eddie Lawson    |
| 1986  | Grand Prix moto d'Espagne   | Jorge Martínez     | Fausto Gresini     | Carlos Lavado | Wayne Gardner   |
| 1985  | Grand Prix moto d'Espagne   | Jorge Martínez     | Pier Paolo Bianchi | Carlos Lavado | Freddie Spencer |
| 1984  | Grand Prix moto d'Espagne   | Pier Paolo Bianchi | Angel Nieto        | Sito Pons     | Eddie Lawson    |

| Année | Épreuve                   | 50 cm3            | 125 cm3     | 250 cm3        | 500 cm3         |
| ----- | ------------------------- | ----------------- | ----------- | -------------- | --------------- |
| 1983  | Grand Prix moto d'Espagne | Eugenio Lazzarini | Angel Nieto | Hervé Guilleux | Freddie Spencer |
| 1982  | Grand Prix moto d'Espagne | Stefan Dörflinger | Angel Nieto | Carlos Lavado  | Kenny Roberts   |
| 1981  | Grand Prix moto d'Espagne | Ricardo Tormo     | Angel Nieto | Anton Mang     |                 |

| Année | Épreuve                   | 50 cm3            | 125 cm3            | 250 cm3           | 350 cm3          | 500 cm3          |
| ----- | ------------------------- | ----------------- | ------------------ | ----------------- | ---------------- | ---------------- |
| 1980  | Grand Prix moto d'Espagne | Eugenio Lazzarini | Pier Paolo Bianchi | Kork Ballington   |                  | Kenny Roberts    |
| 1979  | Grand Prix moto d'Espagne | Eugenio Lazzarini | Angel Nieto        | Kork Ballington   | Kork Ballington  | Kenny Roberts    |
| 1978  | Grand Prix moto d'Espagne | Eugenio Lazzarini | Eugenio Lazzarini  | Gregg Hansford    |                  | Pat Hennen       |
| 1977  | Grand Prix moto d'Espagne | Angel Nieto       | Pier Paolo Bianchi | Takazumi Katayama | Michel Rougerie  |                  |
| 1975  | Grand Prix moto d'Espagne | Angel Nieto       | Paolo Pileri       | Walter Villa      | Giacomo Agostini |                  |
| 1973  | Grand Prix moto d'Espagne | Jan de Vries      | Chas Mortimer      | John Dodds        | Adu Celso-Santos | Phil Read        |
| 1971  | Grand Prix moto d'Espagne | Jan de Vries      | Angel Nieto        | Jarno Saarinen    | Teuvo Länsivuori | Dave Simmonds    |
| 1969  | Grand Prix moto d'Espagne | Aalt Toersen      | Cees van Dongen    | Santiago Herrero  | Giacomo Agostini | Giacomo Agostini |

## Jeux vidéo
En raison de sa disparition des calendriers de la Formule 1, le circuit est rarement disponible dans l'univers des simulations. Il est cependant présent dans le jeu 3D Grand Prix sorti en 1984, dans le jeu 500cc Grand Prix de 1986 ou encore plus récemment Race Driver: GRID en 2008 et sa suite Grid Autosport en 2014.